# 新達里
新達里是臺灣臺南市學甲區東邊的一個里，包括舊有的新生里與達明里，新達里與下營區交接處有一著名的景色「學甲綠色隧道」。

## 地理
新達里以台19線為界與宅港里相壤，並以宅仔港排水線與平和里相鄰；南接豐和里及麻豆區港尾里、北勢里；東至下營區大吉里，西以中正路為界，與秀昌里、明宜里相連。

## 地名由來
新達里由新生里與達明里合併而成。新生里於民國34年12月行政區域劃編，以新寮、莊姓角、頂山寮合一里，地方人士研商結果，以「新寮」為主，又以新添生命名為「新生」。
達明里位在學甲區東郊，因期望能有一個光明發達的未來，故取名為「達明」。1968年隨學甲升格為而調整為達明里。達明里由山寮、瓦寮二部落組成，山寮因地勢高過去有七個山崙仔，因而被稱為七星山寮，簡稱為山寮；瓦寮則因當時只有李耀乾一棟三合院紅瓦屋而被稱為瓦寮。

## 聚落歷史

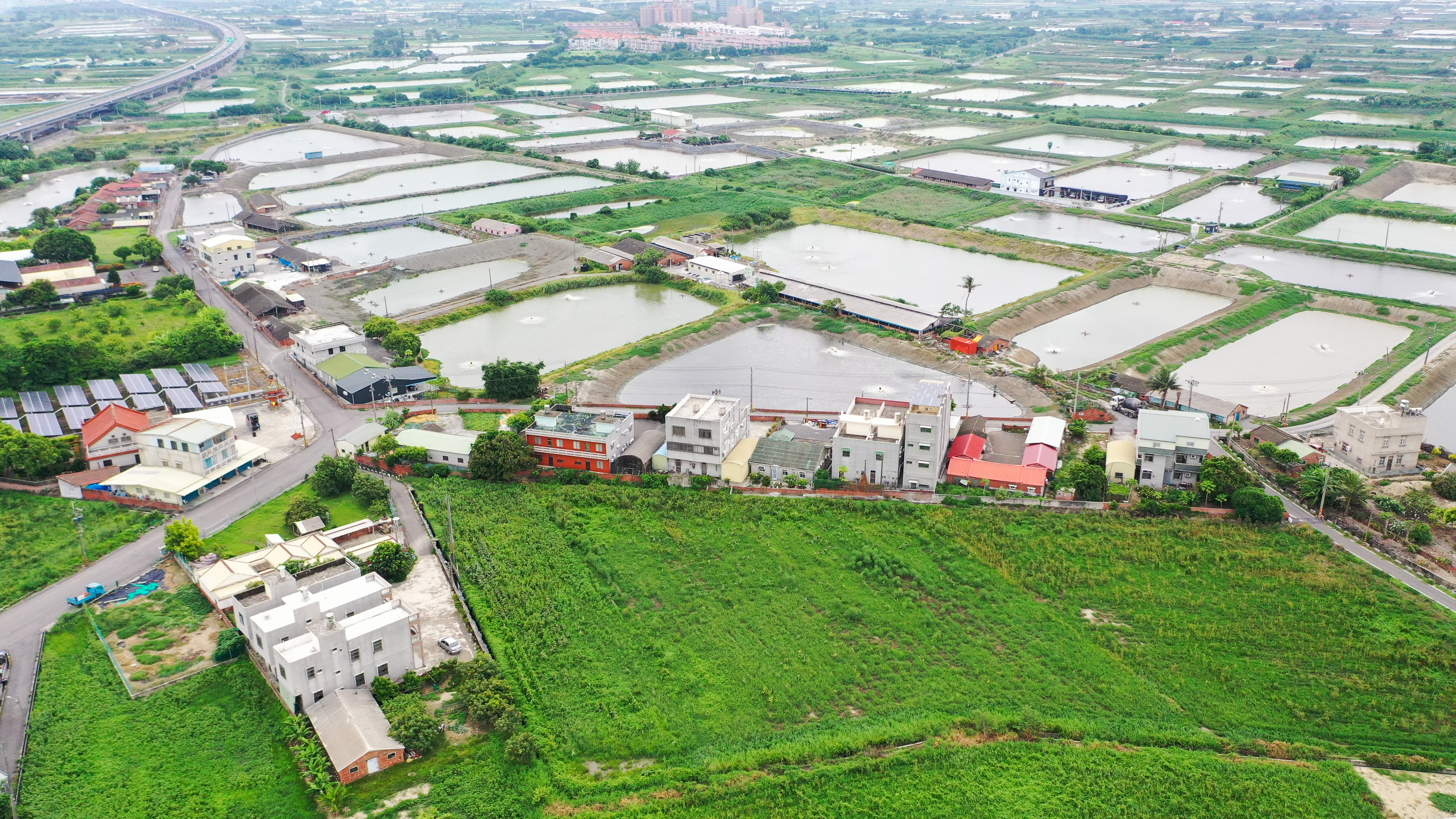
學甲區瓦寮

新生里位於學甲市區東北方，由新寮和頂山寮兩個地區組成。在日治時期，學甲分為四個保，其中包括新寮、頂上寮、莊姓角和七塊。戰後設村，七塊成為煥昌村，而「新寮」、「頂上寮」、「莊姓角」合併成一個村，此地曾設有「七星汽水」的工廠。達明里內有房屋和魚塭，以種植玉米和小麥為主。在日治時期，這裡是宅仔港四保，戰後成為村莊，合併「山寮」、「瓦寮」為達明村。山寮位於學甲往下營的一七四線縣道南邊，最初是將軍區漚汪人的聚居地。因位處七星山邊，被稱為七星山，簡稱為山寮，且有三個角頭，稱為山寮三庄。臺南市養鴨生產合作社也位於此庄。:84在民國95年2月1日的行政區域調整中，新生里和達明里合併為新達里。

## 教育與機關設施

### 臺南市立學甲國民中學
臺南市立學甲國民中學始於1956年，當初是北門農業職業學校分部。當時在陳華宗協助下，1960年獨立設校，稱臺南縣立學甲初級中學，首任校長劉智。1968年，因國民教育政策學校改制，名稱為臺南縣立學甲國民中學。

### 伯利恆社會福利基金會
而位於新達里的伯利恆社會福利基金會是一個服務發展遲緩幼兒及其家人的非營利組織。它的歷史可追溯到1986年，由天主教瑪利諾會的甘惠忠神父創立，啟發自耶穌誕生時沒有被接納與祝福的場景，伯利恆基金會以關愛和幫助發展遲緩幼兒及其家人為使命，提供發展遲緩兒童早期療育、學齡前融合教育。起初作為慈母幼稚園，後來改制為非營利幼兒園，現名為財團法人天主教伯利恆文教基金會附設臺南市私立慈母幼兒園。

## 景點

### 學甲綠隧道
臺南學甲區與下營區交界的174線道上有一排長達500多公尺的小葉欖仁樹，形成了一條美麗的綠色隧道，被稱為「最美的小葉欖仁綠色隧道」。

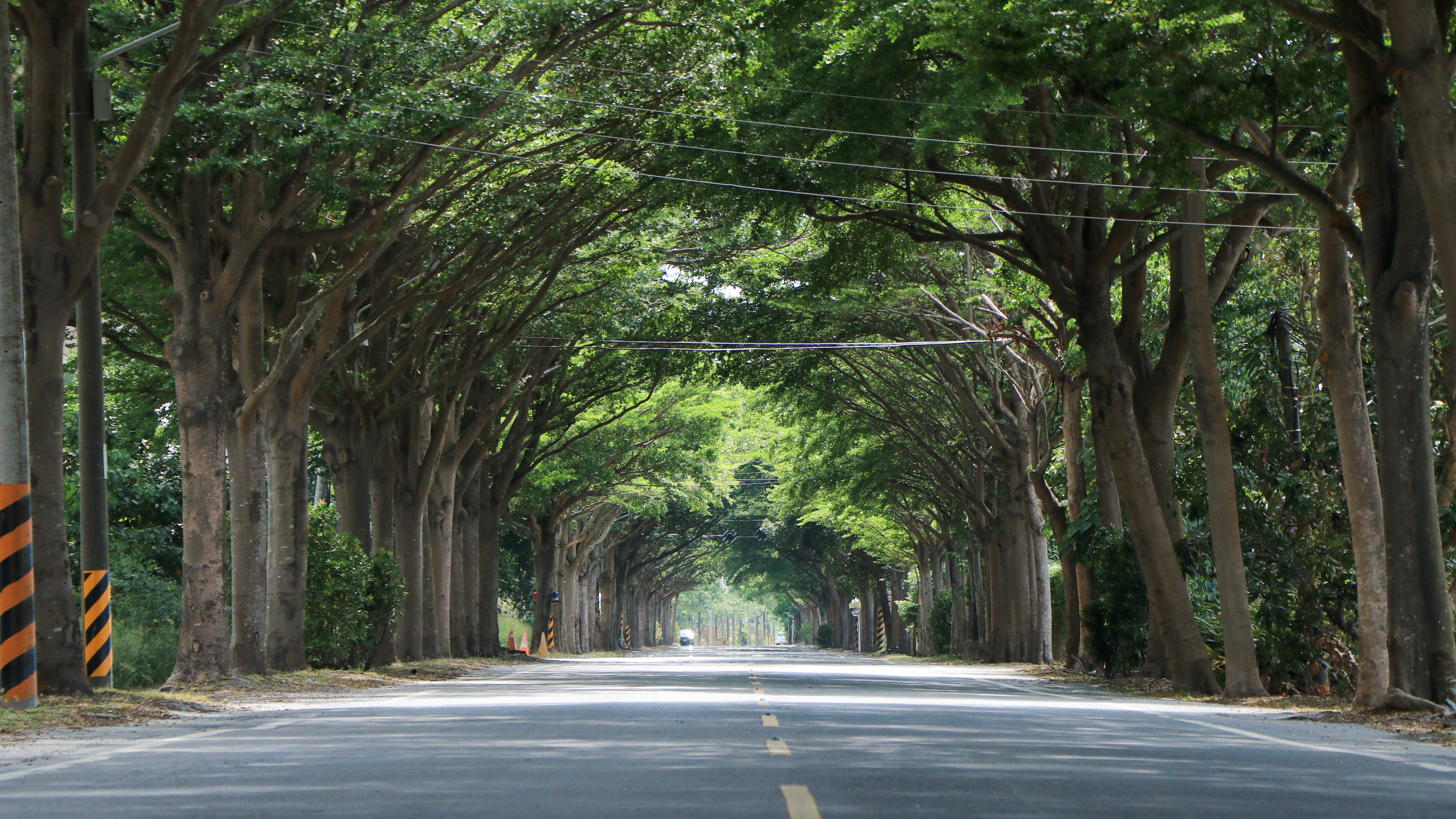
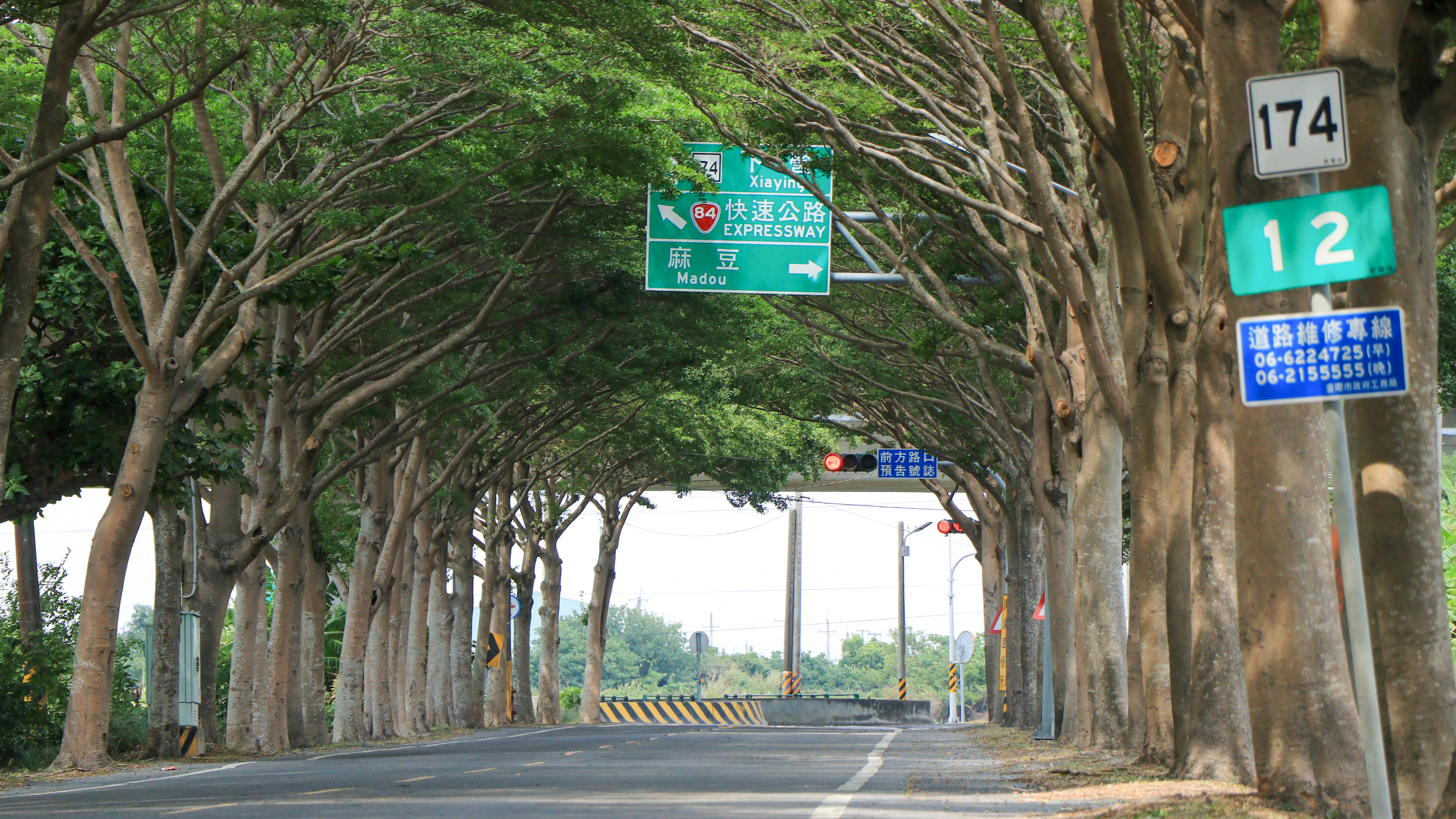